# Нестлер, Герхард
Герхард Нестлер (нем. Gerhard Nestler; 22 сентября 1900, Франкенберг — 4 июня 1983, Баден-Баден) — немецкий композитор, музыковед и музыкальный педагог.
Учился в Лейпцигском университете и Лейпцигской консерватории. В 1924 г. защитил диссертацию по истории искусства, до 1933 г. работал как театральный дирижёр. В 1935—1945 гг. заместитель директора Театральной академии Карлсруэ. С 1946 г. преподавал в Высшей школе музыки Карлсруэ, в 1957—1965 гг. её директор (в частности, организовывал торжества по случаю 150-летия этого учебного заведения в 1962 г.). Затем до 1970 г. музикдиректор Университета Карлсруэ.
Автор камерной и театральной музыки, песен. Учебник Нестлера «История музыки» (нем. Geschichte der Musik; 1962) в 2005 г. вышел 6-м изданием.